# Callerinnys fuscomarginata
Callerinnys fuscomarginata är en fjärilsart som beskrevs av W. Warren 1893. Callerinnys fuscomarginata ingår i släktet Callerinnys och familjen mätare. Inga underarter finns listade i Catalogue of Life.